# Windhausen
Windhausen is een ortsteil van de Duitse gemeente Bad Grund (Harz) in de deelstaat Nedersaksen. Tot 1 maart 2013 was Windhausen een zelfstandige gemeente in de Landkreis Osterode am Harz en werkte samen in de Samtgemeinde Bad Grund (Harz).